# Кизел
Кизел (на руски: Кизел) е град в Русия, административен център на Кизеловски район, Пермски край. Населението му към 1 януари 2018 година е 14 883 души.